# Protoglobalización
La protoglobalización o globalización moderna temprana es un período de la historia de la globalización entre 1600 y 1800. Acuñado por los historiadores A.G. Hopkins y Christopher Alan Bayly, el término describe la fase de crecientes vínculos comerciales e intercambios culturales que caracterizó el período inmediatamente anterior a la llegada de la llamada «globalización moderna» en el siglo XIX.
La protoglobalización se distingue de la globalización moderna por el expansionismo, método de gestionar el comercio internacional y el nivel de intercambio de información. El período de protoglobalización estuvo marcado por arreglos comerciales tales como la Compañía Británica de las Indias Orientales, el cambio de hegemonía a Europa Occidental, el origen de conflictos de gran escala entre nacionales poderosas como la guerra de los Treinta Años y el surgimiento de nuevas mercancías, en particular, los esclavos africanos. El comercio triangular permitió que Europa tomara ventaja de recursos al interior del hemisferio occidental. La transferencia de plantas y animales y de enfermedades epidémicas asociadas con el concepto de intercambio colombino de Alfred Crosby también desempeñó un rol central en este proceso. El comercio y comunicaciones de la protoglobalización implicaban a un vasto grupo incluyendo mercaderes europeos, musulmanes, de la India, Sudeste Asiático y China, en particular, en la región del océano Índico.
La transición de protoglobalización a globalización moderna se caracterizó por una red global más compleja basada tanto en intercambio capitalistas como tecnológicos; sin embargo, llevó a un colapso significativo en cuanto a intercambio cultural.

## Sistemas-mundo tempranos
Durante la Era premoderna, las primeras formas de globalización ya estaban empezando a afectar un sistema-mundo, marcando un período que el historiador A. G. Hopkins ha denominado «globalización arcaica». El sistema-mundo que llevó a la protoglobalización fue uno que dependía de una o más potencias hegemónicas asimilando culturas vecinas en su sistema político, haciendo la guerra a otras naciones y dominando el comercio mundial.
Algunos ejemplos de potencias hegemónicas en la globalización arcaica incluyen al Imperio romano y la Antigua China.

## Descripción
Si bien los siglos XVII y XVIII se caracterizaron por un aumento del imperialismo occidental en el sistema-mundo, el período de protoglobalización incluyó una mayor interacción entre Europa Occidental y los sistemas que se habían formados entre naciones en el Sudeste Asiático y el Medio Oriente. La protoglobalización fue un período de reconciliación de los gobiernos y los sistemas tradicionales de los distintos países, regiones del mundo y religiones con el "nuevo orden mundial" de comercio global, imperialismo y alianzas políticas, que el historiador AG Hopkins llamó «el producto del mundo contemporáneo y el producto del pasado distante».
Según Hopkins, la globalización sigue siendo un proceso incompleto: promueve la fragmentación a la vez que uniformidad; puede retroceder, así como avanzar; su alcance geográfico puede presentar un fuerte sesgo regional; su dirección y velocidad futura no puede ser predicha con confianza y ciertamente no sin presumir que tiene una lógica interna propia. Antes de la protoglobalización, las redes de la globalización fueron el producto de «grandes reyes y guerreros en busca de riquezas y honor en tierras fabulosas por religiosos itinerantes.. y príncipes mercantes» La protoglobalización se aferró y maduró en muchos aspectos con respecto a la globalización arcaica; por ejemplo, con la importancia de las ciudades, los migrantes y la especialización del trabajo.
La protoglobalización también estuvo marcada por dos desarrollos económicos y políticos importantes: «la reconfiguración de los sistemas estatales, el crecimiento de las finanzas, los servicios y la manufactura pre-industrial». Varios Estados de la época empezaron a «reforzar sus conexiones entre el territorio, la fiscalidad y la soberanía», a pesar de su monopolio permanente de lealtades de sus ciudadanos. El proceso de globalización durante esta época estaba fuertemente centrado en el mundo material y el trabajo necesario para su producción. El período de protoglobalización fue un tiempo de «eficiencia mejorada en el sector de las transacciones», con la generación de bienes, tales como el azúcar, el tabaco, el té, el café y el opio, a diferencia de los poseídos en la globalización arcaica. La mejora de la gestión económica también propagó la expansión de transporte que creó una serie compleja de conexiones entre Oriente y Occidente. La expansión de las rutas comerciales llevaron a la «revolución verde» basada en el sistema de plantación y exportación de esclavos del África.